# Pocket PC 2002
Pocket PC 2002, ban đầu có tên mã là "Merlin", được phát hành vào tháng 10 năm 2001.  Giống như Pocket PC 2000, nó được dựa trên Windows CE 3.0.  Mặc dù được nhắm chủ yếu vào các thiết bị Pocket PC 240×320 (QVGA), Pocket PC 2002 cũng được sử dụng cho các điện thoại Pocket PC, và lần đầu tiên cho các điện thoại thông minh.  Các điện thoại thông minh Pocket PC 2002 này chủ yếu là các thiết bị GSM.  Với các phiên bản phát hành đầu này, dòng Pocket PC và Smartphone sẽ tăng cường chạm trán khi mà các điều khoản giấy phép được nới lỏng cho phép các OEM được tận dụng lợi thể từ các ý tưởng thiết kế mới mẻ và cụ thể hơn.  Về mặt giao diện, Pocket PC 2002 được thiết kế tương tự như phiên bản mới phát hành thời đó là Windows XP. Các chương trình mới hoặc được cập nhật bao gồm Windows Media Player 8 với chức năng streaming; MSN Messenger, và Microsoft Reader 2, với hỗ trợ DRM. Bản cập nhật cho phiên bản Office Mobile được cài đặt sẵn bao gồm công cụ kiểm tra chính tả và đếm số từ trong Pocket Word và cải thiện Pocket Outlook. Các phương thức kết nối được cải thiện với chức năng truyền tập tin trên các thiết bị không phải của Microsoft như Palm OS, việc bổ sung hỗ trợ Terminal Services và Virtual Private Networking, và khả năng đồng bộ các thư mục. Các nângc cấp khác bao gồm một UI được cải tiến với hỗ trợ thay đổi chủ đề và WAP trong Pocket Internet Explorer.